# Herzeele
Herzeele é uma comuna francesa na região administrativa de Altos da França, no departamento do Norte. Estende-se por uma área de 17.17 km². Em 2010 a comuna tinha 1 675 habitantes (densidade: 97,6 hab./km²).